# Cholguahue Airport
Cholguahue Airport är en flygplats i Chile.   Den ligger i provinsen Provincia de Biobío och regionen Región del Biobío, i den södra delen av landet, 500 km söder om huvudstaden Santiago de Chile. Cholguahue Airport ligger 241 meter över havet.
Terrängen runt Cholguahue Airport är platt, och sluttar brant västerut. Närmaste större samhälle är Los Ángeles, 19,0 km väster om Cholguahue Airport.
I omgivningarna runt Cholguahue Airport växer i huvudsak städsegrön lövskog. Runt Cholguahue Airport är det mycket glesbefolkat, med 6 invånare per kvadratkilometer.